# Miguelín (futsal)
Ne doit pas être confondu avec Miguelín (matador).
Sayago  Martí est un nom espagnol. Le premier nom de famille, en général paternel, est Sayago ; le second, en général maternel, souvent omis, est Martí.
Miguel Sayago Martí, né le 9 mai 1985 à Palma et connu sous le pseudonyme de Miguelín, est un joueur de futsal international espagnol. il évolue au poste d'ailier des années 2000 à 2020.
Miguelín débute dans sa ville natale en 2002, avant d'être repéré par l'entraîneur de la section semi-professionnelle de futsal du FC Andorra à l'âge de vingt ans, puis l'Inca Futsal en 2006-2007. Il intègre alors le Fisiomedia Manacor en deuxième division qu'il remporte deux fois en quatre ans, avec le titre de meilleur buteur en 2010. Pour cette seconde montée en Primera División, il est élu meilleur joueur à l'issue de la saison 2010-11. Il signe pour l'équipe d'ElPozo Murcia. En dix saisons, dans l'une des équipes les plus connues d'Espagne, il remporte trois Supercoupes d'Espagne (2012, 2014, 2016), deux Coupes du Roi (2016 et 2017) et est nommé capitaine. Club dans l'ombre de l'Inter FS, il termine vice-champion d'Espagne à cinq reprises et autant de fois finaliste malheureux de la Coupe d'Espagne. Début 2017, il subit une blessure méniscale qui ralentie sa carrière. Non-conservé par le club où il pensait finir sa carrière, il signe au Córdoba Futsal en 2021, puis chez l'Italservice Pesaro Calcio a 5 en Italie en 2023.
Avec l'équipe nationale d'Espagne, Miguelín remporte deux Coupes d'Europe, 2012 et 2016, compte plus de cent sélections et échoue en finale de la Coupe du monde 2012.
En 2015 et 2016, Miguelín est élu deuxième meilleur joueur de l'année à l'occasion des Prix FutsalPlanet. Lors de cette seconde année, l'ailier reçoit auparavant le titre de meilleur joueur et termine co-meilleur buteur du Championnat d'Europe des nations.

## Biographie

### Débuts
Miguelín commence à jouer au futsal à 17 ans, un âge plus avancé que la moyenne au sein du club de Son Rapinya de 2002 à 2005. Pour la saison 2005-06, il rejoint l'équipe d'Andorra puis d'Inca l'année suivante.
En 2007, Miguelín s'engage avec Fisiomedia Manacor. Dès la première saison 2007-08, il obtient la montée en première division. Redescendu en deuxième division, ils remontent au terme de l'exercice 2009-10, où Miguelín termine meilleur buteur de Segunda División. Dès la remontrée dans l'élite, Miguelín est élu meilleur joueur et meilleur ailier de Primera División 2010-11.

### Dix ans à ElPozo Murcie (2011-2021)
Miguelín rejoint alors le club d'ElPozo Murcia.
Le Majorquin est blessé entre 2019 et 2020.
En 2021, Miguelín connaît un départ brutal d'ElPozo Murcia après que le club lui annonce ne pas le conserver après une décennie dans l'équipe. Il dispute son dernier match lors du quart-de-finale de championnat perdu contre Valdepeñas.

### Cordoba puis l'Italie (depuis 2021)
À 36 ans, Miguelín s'engage avec le Córdoba Futsal,.
En août 2023, après deux saisons au Córdoba Patrimonio Humanidad, Miguelín s'engage avec le club italien de Pesaro pour deux saisons, après avoir un temps étudié un départ au Koweït.

### En équipe nationale
Miguelín dispute sa première Coupe du monde de futsal en 2012 et en atteint la finale avec la sélection espagnole, perdue face au Brésil.
Les deux joueurs espagnols Miguelín et Mario Rivillos terminent à égalité en tête du classement des buteurs de l'Euro 2016 avec six buts et quatre passes décisives en cinq matches.
L'ailier est cité parmi les meilleurs joueurs de la sélection espagnole avant de débuter l'Euro 2018. 
En novembre 2020, face au Brésil et après plusieurs blessures l'éloignant de la sélection, Miguelín connaît sa centième cape internationale,.
Avec moins de temps de jeu avec ElPozo, Miguelín ne peut postuler à une place en sélection pour la Coupe du monde 2021.

## Style de jeu
Miguelín joue du pied gauche et est reconnu pour sa vitesse et sa vivacité à son poste d'ailier. Il évolue sur le côté droit du terrain, où il propose la variété de déborder ou de rentrer vers intérieur de l'air de jeu pour frapper. Doté de qualité athlétique, il déclenche les actions de son équipe. En sélection espagnole, le joueur de Murcia a une grande complémentarité avec le pivot Solano, qu’il cherche fréquemment dans le jeu.

## Statistiques

### Par saison
| Saison                | Club                  | Championnat           | Championnat | Championnat | Coupe(s) nationale(s) | Coupe(s) nationale(s) | Supercoupe | Supercoupe | Compétition(s) continentale(s) | Compétition(s) continentale(s) | Compétition(s) continentale(s) | Coupe du Roi | Coupe du Roi | Mondial des clubs | Mondial des clubs | Espagne | Espagne | Total | Total |
| Saison                | Club                  | Division              | M.          | B.          | M.                    | B.                    | M.         | B.         | Comp.                          | M.                             | B.                             | M.           | B.           | M.                | B.                | M.      | B.      | M.    | B.    |
| 2007-2008             | Fisiomedia Manacor    | D2                    | -           | -           | -                     | -                     | -          | -          | -                              | -                              | -                              | -            | -            | -                 | -                 | -       | -       | 0     | 0     |
| 2008-2009             | Fisiomedia Manacor    | D1                    | -           | -           | -                     | -                     | -          | -          | -                              | -                              | -                              | -            | -            | -                 | -                 | -       | -       | 0     | 0     |
| 2009-2010             | Fisiomedia Manacor    | D2                    | -           | -           | -                     | -                     | -          | -          | -                              | -                              | -                              | -            | -            | -                 | -                 | -       | -       | 0     | 0     |
| 2010-2011             | Fisiomedia Manacor    | D1                    | -           | -           | -                     | -                     | -          | -          | -                              | -                              | -                              | -            | -            | -                 | -                 | -       | -       | 0     | 0     |
| Sous-total            | Sous-total            | Sous-total            | -           | -           | -                     | -                     | -          | -          | -                              | -                              | -                              | -            | -            | -                 | -                 | 0       | 0       | 0     | 0     |
| 2011-2012             | ElPozo Murcia         | D1                    | 39          | 31          | 1                     | -                     | 1          | -          | -                              | -                              | -                              | 6            | 4            | -                 | -                 | -       | -       | 47    | 35    |
| 2012-2013             | ElPozo Murcia         | D1                    | 31          | 30          | 3                     | -                     | 2          | 1          | C1                             | 3                              | 2                              | 3            | 3            | 2                 | 3                 | -       | -       | 44    | 39    |
| 2013-2014             | ElPozo Murcia         | D1                    | 31          | 20          | 3                     | 3                     | -          | -          | -                              | -                              | -                              | 3            | -            | -                 | -                 | -       | -       | 37    | 23    |
| 2014-2015             | ElPozo Murcia         | D1                    | 28          | 18          | 1                     | -                     | 2          | 3          | -                              | -                              | -                              | 4            | 1            | -                 | -                 | -       | -       | 35    | 22    |
| 2015-2016             | ElPozo Murcia         | D1                    | 31          | 22          | 3                     | 1                     | -          | -          | -                              | -                              | -                              | 4            | 2            | -                 | -                 | -       | -       | 38    | 25    |
| 2016-2017             | ElPozo Murcia         | D1                    | 23          | 16          | 3                     | 1                     | 1          | 2          | -                              | -                              | -                              | 4            | 5            | -                 | -                 | -       | -       | 31    | 24    |
| 2017-2018             | ElPozo Murcia         | D1                    | 22          | 16          | 1                     | -                     | -          | -          | -                              | -                              | -                              | -            | -            | -                 | -                 | -       | -       | 23    | 16    |
| 2018-2019             | ElPozo Murcia         | D1                    | 34          | 19          | 3                     | -                     | -          | -          | -                              | -                              | -                              | 3            | 1            | -                 | -                 | -       | -       | 40    | 20    |
| 2019-2020             | ElPozo Murcia         | D1                    | 1           | -           | -                     | -                     | -          | -          | -                              | -                              | -                              | -            | -            | 2                 | -                 | -       | -       | 3     | 0     |
| 2020-2021             | ElPozo Murcia         | D1                    | 15          | -           | -                     | -                     | -          | -          | -                              | -                              | -                              | 4            | 1            | -                 | -                 | -       | -       | 19    | 1     |
| Sous-total            | Sous-total            | Sous-total            | 255         | 172         | 18                    | 5                     | 6          | 6          | -                              | 3                              | 2                              | 31           | 17           | 4                 | 3                 | 100     | 17      | 417   | 222   |
| 2021-2022             | Córdoba Futsal        | D1                    | 28          | 8           | -                     | -                     | -          | -          | -                              | -                              | -                              | -            | -            | -                 | -                 | -       | -       | 28    | 8     |
| 2022-2023             | Córdoba Futsal        | D1                    | 6           | 3           | -                     | -                     | -          | -          | -                              | -                              | -                              | -            | -            | -                 | -                 | -       | -       | 6     | 3     |
| Sous-total            | Sous-total            | Sous-total            | 34          | 11          | -                     | -                     | 0          | 0          | -                              | 0                              | -                              | 0            | 0            | -                 | -                 | 0       | 0       | 34    | 11    |
| 2023-2024             | Italservice Pesaro    | D1                    | -           | -           | -                     | -                     | -          | -          | -                              | -                              | -                              | -            | -            | -                 | -                 | -       | -       | 0     | 0     |
| Total sur la carrière | Total sur la carrière | Total sur la carrière | 289         | 183         | 18                    | 5                     | 6          | 6          | -                              | 3                              | 2                              | 31           | 17           | 4                 | 3                 | 100     | 17      | 451   | 233   |

### En tournoi international
| Compétition         | MJ | Buts | Pd |
| ------------------- | -- | ---- | -- |
| Euro 2018           | 5  | 1    | 2  |
| Coupe du monde 2016 | 2  | 1    | 0  |
| Euro 2016           | 5  | 6    | 4  |
| Euro 2014           | 2  | 2    | 0  |
| Euro 2012           | 2  | 1    | 0  |
| Coupe du monde 2012 | 3  | 1    | 0  |

## Palmarès

### Titres collectifs
Miguelín remporte deux Championnats d'Europe avec l'équipe espagnole de futsal (2012, 2016).  Il est aussi très en vue durant l’Euro 2018 et la défaite en finale face au Portugal. Il est aussi finaliste de sa première Coupe du monde en 2012 contre le Brésil. 
Il est aussi vainqueur de deux Coupes du Roi et de trois Supercoupes d'Espagne avec l'ElPozo Murcia (2012, 2014 et 2016). 
| Avec l'Espagne | Avec ElPozo Murcia |
| --- | --- |
| - Coupe du monde FIFA - Finaliste : 2012 - Championnat d'Europe de l'UEFA (2) - Champion : 2012 et 2016 - Finaliste : 2018 - Troisième : 2014 | - Ligue des champions de l'UEFA - Finaliste : 2020 - Championnat d'Espagne - Vice-champion : 2012, 2013, 2014, 2015 et 2019 - Coupe d'Espagne - Finaliste : 2013, 2014, 2016, 2017 et 2019 - Coupe du Roi (2) - Vainqueur : 2016, 2017 - Finaliste : 2012, 2013 et 2014 - Supercoupe d'Espagne (3) - Vainqueur : 2012, 2014 et 2016 - Finaliste : 2013, 2017 et 2019 - Championnat d'Espagne D2 (2) - Champion : 2008 et 2011 |

### Récompenses individuelles
- Prix FutsalPlanet - Meilleur joueur de l'année
  - 2e : 2015 et 2016

- Championnat d'Europe
  - Meilleur joueur : 2016
  - Meilleur buteur : ex-aequo 2016
- Championnat d'Espagne
  - Meilleur joueur : 2010-11
  - Meilleur ailier : 2010-11